# Oleksandr Nad
Oleksandr Nad' (tiếng Ukraina: Олександр Арпадович Надь, tiếng Hungary: Sándor Árpádovics Nagy; sinh 2 tháng 9 năm 1985 ở Uzhhorod, Ukrainian SSR) là một cầu thủ bóng đá Ukraina gốc Hungary thi đấu cho NB I câu lạc bộ Debreceni VSC.